# Список экзопланет, открытых по периодическим пульсациям
Этот список представляет собой таблицу экзопланет открытых методом периодических пульсаций. На данный момент этим методом удалось открыть 14 экзопланет в 9 планетарных системах. В 4 из них более чем одна планета.
В списке, массы планет обозначены как кратные массам Юпитера (MJ = 1,8986⋅1027 кг). Их расстояния указаны в астрономических единицах (1 а. e. = 1,496⋅108 км, дистанция между Землёй и Солнцем) относительно их звёзд.
На данный момент Международным астрономическим союзом (МАС) не принято согласованной системы для определения типов экзопланет и какой-либо системы для их обозначения нету даже в планах. Тенденция получившая наибольшее распространение — использование строчной буквы (начиная с b) для расширения обозначения звезды. Например, 16 Лебедя Bb — это первая экзопланета, обнаруженная у звезды 16 Лебедя B, члена тройной звёздной системы. Небольшое количество экзопланет имеет и имя собственное — но они не приняты МАС, который наблюдает за астрономическими обозначениями и их использованием в научных работах.
Верхний предел массы для планеты — разнится по разным оценкам от 13 до 25 масс Юпитера. Выше этой массы объект считается коричневым карликом независимо от того, как сформировался или где расположен. Однако это мнение до сих оспаривается.